# 猪本雅三
猪本 雅三（いのもと まさみ、1959年8月9日 - ）は、映画カメラマン、撮影監督。日本映画撮影監督協会（J.S.C.）所属。大阪府寝屋川市出身。　

## 略歴
1980年、横浜放送映画専門学院（現日本映画大学）卒業後、円谷プロダクションの撮影助手に。　
1982年、にっかつ撮影所と契約し『家族ゲーム』等の一般作やロマンポルノなど多数の作品で経験を積む。　
1988年からはフリーに。主な撮影作品に映画『バトル・ヒーター』（87/飯田譲治/特撮部分担当）、自主映画『椰子』（91/原隆志）、テレビ東京・ドキュメンタリー人間劇場300回記念特番『たゆたふに故郷』（98/河瀬直美演出）、CM「日興証券」（01/利重剛演出）PV『CHARA／スカート』（01/石井聰亙）など、映画、TV、CM、PVの各方面の映像作品を担当している。　
1999年、劇場映画デビュー作『M/OTHER』は、カンヌ国際映画祭国際批評家連盟賞を受賞し、国内でも三浦賞（第43回日本映画撮影監督協会新人賞）を受賞した。

## 主な撮影作品

### 映画
- 1999年 M/OTHER（諏訪敦彦）
- 2000年 独立少年合唱団（緒方明）
- 2001年 人間の屑（中嶋竹彦）
- 2001年 火垂（河瀬直美）
- 2001年 まぶだち（古厩智之）
- 2001年 きぁからばあ（河瀬直美）
- 2002年 短篇 TAMPEN『short film』（監督のいないオムニバス映画）
- 2003年 あじまぁのウタ〜上原知子・天上の歌声〜（青山真治） - 音楽ドキュメンタリー
- 2003年 DEAD END RUN（石井聰亙）
- 2004年 スクールウォーズ・HERO （関本郁夫）
- 2004年 銀のエンゼル（鈴井貴之）
- 2005年 ガラスの使徒（金守珍）
- 2005年 闇打つ心臓 Heart, beating in the dark（長崎俊一）
- 2006年 天使 （宮坂まゆみ）
- 2006年 キャッチボール屋 （大崎章）
- 2006年 東京フレンズ The Movie（永山耕三）
- 2007年 フリージア（熊切和嘉）
- 2007年 サイドカーに犬（根岸吉太郎）
- 2008年 奈緒子 （古厩智之）
- 2008年 花影（河合勇人）
- 2008年 TOKYO!『インテリア・デザイン』（ミシェル・ゴンドリー） - オムニバス映画
- 2009年 大阪ハムレット （光石富士朗）
- 2009年 今度の日曜日に （けんもち聡）
- 2009年 RISE UP （中島良）
- 2009年 華鬼 （寺内康太郎）
- 2009年 街灯りの向こうに（山本亜希）
- 2009年 熊の神（山本亜希）
- 2010年 森崎書店の日々  （日向朝子）
- 2011年 オボエテイル（芳田秀明・明石知幸・久保朝洋） - オムニバス映画
- 2011年 スイッチを押すとき （中島良）
- 2011年 惑星のかけら（吉田良子）
- 2012年 はさみ hasami （光石富士朗）
- 2013年 映画バンもん!～あなたの瞬きはパヒパヒの彼方へ～（山戸結希）
- 2013年 福島 六ケ所 未来への伝言（島田恵）
- 2014年 俺たちの明日（中島良）
- 2015年 なつやすみの巨匠（中島良）
- 2015年 お盆の弟 （大崎章）
- 2016年 白鳥麗子でございます!The Movie （久万真路）
- 2016年 カンパイ! 世界が恋する日本酒（小西未来）
- 2017年 14の夜（足立紳）
- 2018年 パンとバスと2度目のハツコイ（今泉力哉）
- 2018年 たった一度の歌（宮武由衣）
- 2018年 おくれ咲き（島春迦）
- 2018年 無限ファンデーション（大崎章）
- 2018年 TRAVERSE（岡田有甲）
- 2019年 カンパイ！日本酒に恋した女たち （小西未来）
- 2020年 his（今泉力哉）
- 2020年 喜劇 愛妻物語 （足立紳）
- 2020年 咲む（早瀨憲太郎）全日本ろうあ連盟創立70周年記念映画
- 2020年 感謝離 ずっと一緒に （小沼雄一）
- 2021年 HAPY ENDINGS/#2はじめての映画 （大崎章）
- 2022年 東京2020オリンピック SIDE:A/SIDE:B （河瀨直美）
- 2022年 ボクらのホームパーティー （川野邉修一）
- 2023年 雑魚どもよ、大志を抱け！ （足立紳）
- 2023年 ココロのバショ （モテギワコ）
- 2023年 鯨のレストラン （八木景子）
- 2023年 人生に詰んだ元アイドルは、赤の他人のおっさんと住む選択をした （穐山茉由）

### テレビ
- 2002年 焼跡のイエス（青山真治、NHK-BS 朗読紀行）
- 2002年 私立探偵濱マイク『第一話 31→1の寓話』
- 2002年 シカゴマラソン特番 渋井陽子の挑戦 （緒方明）
- 2005年 ウメ子（中原俊、TBS）
- 2007年 シリーズこの国を見つめ・男と女の民主主義（諏訪敦彦、NHKハイビジョン特集）
- 2008年 蒼井優×4つの嘘 カムフラージュ『第4章「都民・鈴子 - 百万円と苦虫女 序章 - 」』
- 2011年 ビート　監督・主演　奥田瑛二
- 2012年 数学♥女子学園
- 2016年 白鳥麗子でございます!
- 2017年 忘れてしまう前に想い出してほしい
- 2018年 his〜恋するつもりなんてなかった
- 2021年 つまり好きって言いたいんだけど、

### ミュージックビデオ
- CHARA/スカート
- ゆず/桜木町
- JUDY AND MARY/PEACE -strings version-
- SMAP/この瞬間、きっと夢じゃない
- バンドじゃないもん!/パヒパヒ
- ザ・ラヂオカセッツ/HOME AND HOME

## 受賞歴
- 1999年 第52回カンヌ国際映画祭：国際批評家連盟賞『M/OTHER』
- 1999年 第43回三浦賞：日本映画撮影監督協会新人賞『M/OTHER』[1]
- 2000年 第50回ベルリン国際映画祭：アルフレード・バウアー賞『独立少年合唱団』
- 2001年 第22回ヨコハマ映画祭：撮影賞『独立少年合唱団』
- 2001年 ブエノスアイレス国際映画祭：最優秀撮影監督賞『火垂』
- 2011年 ひろしま映像展：撮影賞『街灯りの向こうに』